# Hermosa Alapítvány
A Hermosa Alapítvány egy nem létező alapítvány, melyet a szóbeszéd szerint Plácido Domingo spanyol operaénekes alapított és finanszírozott, hogy ily módon segítse kollégáját, José Carrerast a leukémia elleni harcában. A szóbeszéd azt is állítja, hogy Domingo szerepe titokban volt tartva, lévén Carrerasszal az idő tájt rossz viszonyban volt, és nem akarta volna a nyilvánosság előtt felfedni, hogy segítő kezet nyújtott, és hogy Carreras ne érezze magát ezért megalázva. Ez a városi legenda az interneten kering, noha már bebizonyosodott, hogy a fantázia szüleménye.

## A szóbeszéd
Mint általában, egy városi legenda születési idejét és körülményeit nehéz pontosan meghatározni. A snopes.com weboldal szerint a történet egy 2005-ben írt levélben tűnt fel először. Azóta az egész világon leginkább körlevelekben terjed, és számos weboldalon megemlítik mint valós történetet.
A híresztelések szerint a barcelonai születésű Carreras és a madridi Domingo 1984 táján nem csupán a zenei élet riválisai voltak, hanem keserű ellenfelek is – a katalán autonómia okán fellángolt politikai véleménykülönbségek miatt. A történet szerint ellentéteik odáig fajultak, hogy szerződéseben kötötték ki: soha semmilyen körülmények között nem léphetnek fel együtt egy rendezvényen.
Mikor Carrérast 1987-ben leukémiával diagnosztizálták több különböző kezelésen kellett keresztülmennie – többek között csontvelő-átültetésen is – és havonta kellett emiatt az Egyesült Államokba utaznia. Mivel a körülmények nem tették lehetővé, hogy továbbra is énekeljen, Carreras kezdett eltűnni a színpadokról. Ekkor – mivel fogytán volt a pénze – fedezte fel a madridi székhelyű Hermosa Alapítványt, mely leukémiás embereknek nyújtott segítséget. Az alapítvány segítségének köszönhetően felépült, és újra énekelni kezdett.
A fáma szerint Carreras később rájött, hogy a Hermosa Alapítványt titokban Placido Domingo alapította és működtette, aki csak azért nem fedte fel kilétét, mert nem akarta megalázni kollégáját, aki ekkoriban ellensége volt. Ezen nemes gesztuson felindulva Carreras megszakította Domingo egyik madridi koncertjét, felment a színpadra, letérdelt a lába elé és bocsánatáért könyörgött. Rivalizálásuk nagy barátsággá alakult át, és Luciano Pavarottival a Három Tenor néven nagysikerű koncerteket adtak a leukémia elleni küzdelem jegyében.
Mikor az újságírók azt kérdezték Domingótól, hogy miért segített egyetlen riválisán, a szóbeszéd szerint Domingo ezt válaszolta: "Nem engedhetjük meg, hogy egy ilyen hangot elveszítsünk ..."

## A tények
A valótlan történetet gyakran idézik mint a humanitás győzelmét az ellenségeskedés felett. Az igazi történet (mely alább következik) nem kevésbé megkapó, és megáll a saját lábán a szentimentális körítések nélkül is.
José Carrerast valóban 1987-ben diagnosztizálták leukémiával, és túlélésére kevés esélyt adtak. A következő évben számos kezelést kapott: kemoterápia, sugárterápia, és csontvelő-átültetés. Nemcsak hogy túlélte a betegséget, de képes volt folytatni operaénekesi karrierjét.
A történtek hatására alapította meg a Fundació Internacional Josep Carreras alapítványt 1988-ban, a leukémia elleni harc jegyében. Ez a szervezett támogatta a tudományos kutatások folytatását, és a megfelelő csontvelő-donorok megtalálásához is segítséget nyújtott.
Hogy a fent említett alapítvány számára pénzt gyűjtsön, ő, Plácido Domingo és Luciano Pavarotti Három Tenor néven közös koncertet adott Olaszországban az 1990-es labdarúgó-világbajnokság idején. Az esemény világraszóló siker volt, az ezt követően megjelent album pedig listavezető lett.
Carrerast Barcelonában és Seattle-ben is kezelték. Semmi bizonyíték nincs a madridi Hermosa Alapítvány létezésére, minthogy arra sem, hogy ezt Plácido Domingo alapította és pénzelte volna. Domingo és José Carreras nem voltak ellenségek, és nem kötöttek soha olyan szerződést, mely szerint együtt nem léphetnek fel.
A szóbeszédre reagálva, a José Carreras Nemzetközi Leukémia Alapítvány weboldalán az alábbi cáfolatot tették közzé:
|  | „Alapítványunk kötelességének érzi, hogy a cáfoljuk azokat a különféle internetes oldalakon elterjedt híreszteléseket, melyek szerint egy bizonyos Hermosa Alapítvány támogatta volna José Carreras leukémiakezelését. José Carreras visszautasítja, hogy közte és az említett alapítvány között valaha is bármilyen kapcsolat állt volna fenn. Domingo úr semmilyen anyagi támogatást a fent említett alapítványon keresztül nem adományozott, mivel sohasem hallott róla.” |
|  | |

|  | „Ezenkívül José Carreras úr szeretné kifejezni, hogy Domingo úrral való kapcsolatát mindvégig baráti, tiszteletteljes viszony jellemezte, és egymás munkáját kölcsönösen elismerik. José Carreras jogi lépéseket kezdeményezett saját becsületének védelmében mindazon személyek és társaságok ellen, akik róla valótlan állításokat terjesztenek.” |
|  | |